# Charles Henry Davis

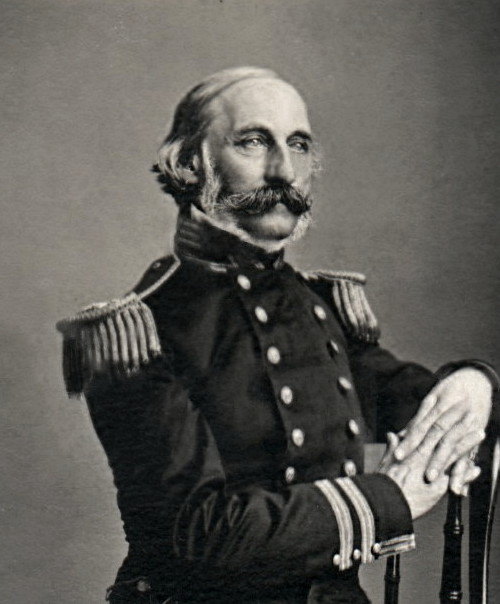
Charles Henry Davis, um 1861

Charles Henry Davis (* 16. Januar 1807 in Boston, Massachusetts; † 18. Februar 1877 in Washington, D.C.) war ein US-amerikanischer Marineoffizier (Admiral), Astronom und Hydrograph.

## Leben
Davis’ Vater Daniel Davis war Solicitor General (etwa: leitender Justiziar) von Massachusetts, seine Mutter Lois Freeman eine Schwester des unitarischen Theologen James Freeman.
Charles Henry Davis studierte ab 1821 an der Harvard University, wurde dann aber 1823 Midshipman in der U.S. Navy, um in Einsatzpausen weiter Vorlesungen zu hören, vor allem in Mathematik. 1829 wurde er Sailing Master (Navigationsoffizier mit einem Dienstrang direkt unterhalb dem des Kapitäns). 1841 konnte er sein Harvard-Studium abschließen. Davis führte ab 1842 für das United States Coast Survey ausgiebige Vermessungen der Küsten von Massachusetts, Rhode Island und Maine durch, einschließlich der unübersichtlichen Untiefen rund um die Insel Nantucket. Er war ein starker Befürworter der Gründung des American Nautical Almanac (1849), dessen Ausgabe er mehrere Jahre lang verantwortete. Er schrieb mehrere wissenschaftliche Monografien. 1854 wurde Davis zum Commander befördert.
Während des Amerikanischen Bürgerkriegs gehörte er zu der Kommission, die den Bau des Panzerschiffs Monitor empfahl. Er war als Flottenkapitän 1861 unter Admiral Samuel Francis Du Pont im Rahmen der Seeblockade an den Schlachten um die Hatteras Inlet Batteries und um Port Royal beteiligt. Davis kommandierte ab 1862 nach der Verwundung von Commodore Andrew Hull Foote die Kanonenboot-Flottille auf dem oberen Mississippi River und konnte wesentlich zu der Eroberung von Memphis, Tennessee, beitragen (siehe Gefecht um Memphis). 1863 wurde Davis Rear Admiral. Im selben Jahr etablierte er das Bureau of Navigation der U.S. Navy, das er zwei Jahre lang leitete, bevor er die Leitung des United States Naval Observatory übernahm. Davis leitete 1874 eine Kommission zur Beobachtung des Venustransits.

## Familie
Am 22. Dezember 1842 heiratete er Harriette Blake Mills (1818–1892), eine Tochter von Elijah H. Mills und dessen zweiter Frau Harriette Blake. Aus der Ehe gingen drei Töchter und drei Söhne hervor. Die Tochter Evelyn heiratete den Historiker Brooks Adams. Die Tochter Anna heiratete Henry Cabot Lodge senior.

## Ehrungen und Nachleben
1842 wurde Davis in die American Academy of Arts and Sciences gewählt, 1852 in die American Philosophical Society. 1863 war er eines der 50 Gründungsmitglieder der National Academy of Sciences.
Das Grab von Charles Henry Davis befindet sich auf dem Cambridge Cemetery in Cambridge, Massachusetts. Im Vicksburg National Military Park in Vicksburg, Mississippi, erinnert eine Statue an ihn. Sein Sohn Charles H. Davis war von 1889 bis 1892 Chief Intelligence Officer des Office of Naval Intelligence. Er schrieb für die National Academy of Sciences einen ausführlichen Nachruf auf seinen Vater (siehe Literatur). Mehrere Schiffe der United States Navy waren nach ihm benannt.